# やぎ座プサイ星
やぎ座ψ星（やぎざプサイせい、ψ Capricorni、ψ Cap）は、やぎ座の恒星である。黄白色のF型主系列星で、視等級は4.13である。地球から約49光年離れた位置にある。

## 特徴
| 太陽 | やぎ座ψ星 |
| ---- | --------- |
| 太陽 | Exoplanet |

自転速度は約41km/s以上で、太陽の2km/sに比べかなり大きく、太陽系近傍の太陽と似た恒星の中では最も速い。。スペクトルの吸収線の形状分析から、やぎ座ψ星の自転は、太陽と同じように差動回転であることがわかっている。

## 名称

### 中国語
中国では、やぎ座ψ星は「天の田」を表す天田（拼音:  Tiān Tián）という星官を、やぎ座ω星、HR 8110、やぎ座24番星と共に形成している。やぎ座ψ星自身は、天田四（拼音: Tiān Tián sì）つまり天田の4番星と呼ばれている。
別の説では、やぎ座ψ星は「まさかり」を意味する鉞（戉）（拼音: Yuè）という星であったとするものもある。